# Siphamia zaribae
Siphamia zaribae és una espècie de peix pertanyent a la família dels apogònids.

## Hàbitat
És un peix marí, demersal i de clima tropical, el qual viu al litoral sobre fons tous.

## Distribució geogràfica
Es troba al Pacífic occidental central: Queensland (Austràlia).

## Observacions
És inofensiu per als humans.